# Prinz-Christians-Weg 13 (Darmstadt)
Das Haus Prinz-Christians-Weg 13 (auch: Haus Diefenbach und Haus Hubertus) ist ein Bauwerk in Darmstadt.

## Geschichte und Beschreibung
Die Villa wurde im Jahre 1928 nach Plänen des Architekten Jan Hubert Pinand erbaut. 
Stilistisch gehört das Gebäude zum Neoklassizismus.
Das kubusförmige Haus besitzt eine schlichte symmetrische Putzfassade.
Charakteristisch für die Villa ist eine latent historisierende Formgebung, ein mezzaninartig niedrig gehaltenes Obergeschoss mit einem  Kranzgesims und einer Attika.
Bemerkenswert ist auch ein zeittypisches wiederholtes expressionistisches „Zahnschnittmotiv“.
Die Villa besitzt ein schiefergedecktes Walmdach.

## Denkmalschutz
Das Wohnhaus ist ein gutes Beispiel für den Villenbau der 1920er-Jahre in Darmstadt.  
Aus architektonischen, baukünstlerischen und stadtgeschichtlichen Gründen steht die Villa unter Denkmalschutz.